# 第一印刷
第一印刷株式会社（だいいちいんさつ）は、愛媛県今治市に本社を置く、日本の印刷会社。今治市のゆるキャラであるバリィさんは同社が制作し、著作権を同社が保有している。

## 主要事業所
- 本社･工場 - 愛媛県今治市喜田村1丁目6-40
- 東京営業所 - 東京都葛飾区亀有3丁目44-6-203

## 沿革
- 1949年11月 - 「第一印刷社」創業。
- 1956年8月 - 法人化し、「第一印刷株式会社」に改称。
- 1959年7月 - 松山支店を分社化し、第一印刷株式会社（松山）を設立。
- 1976年7月 - 現在地に本社事務所･工場新築移転。
- 1983年6月 - 第一紙工株式会社･第一サービス株式会社を設立。
- 1991年6月 - 京都営業所を開設。菊半裁4色印刷機新設。企画室新設しDTP導入。
- 1999年7月 - 情報誌「メイドインしまなみ」を発刊。WEBサイト開設。楽天市場に出店し通信販売事業に参入。
- 2000年3月 - 愛媛県内の印刷会社4社の共同出資でオフ輪印刷会社の株式会社プリントネットを設立。
- 2001年2月 - IT事業部スタート「えるナビ」運用開始。CTP導入してプリプレスのフルデジタル化完成。
- 2004年8月 - 4色印刷機を反転8色印刷機に更新。
- 2005年6月 - タオル販売サイト「ホーム・アット・イース」開設。
- 2008年10月 - 制作データ用サーバー新設。
- 2009年
  - 5月 - 今治市地方観光協会の依頼を受け、同社のデザイナーがゆるキャラバリィさんを制作。
  - 9月 - CTP更新しオートローダーを増設。
- 2011年
  - 3月 - 全自動ペラ丁合鞍掛け中綴じ製本機導入。
  - 11月 - タウンページ協賛ゆるキャラ(R)グランプリ2011にてバリィさんが二位にランクイン。[1]
- 2012年
  - 2月 - オンデマンドフルカラー出力機導入。
  - 4月 - 東京出張所を開設。
  - 11月 - タウンページ協賛ゆるキャラ(R)グランプリ2012にてバリィさんが約54万7,000票を獲得しグランプリに選ばれる。[2]
- 2013年6月 - 菊半裁オフセット反転2色機導入。
- 2017年3月 -　オンデマンドデジタル印刷機 Versant 3100 Press導入。
- 2018年4月 - RMGT社製 A3判縦通しオフセット2色印刷機導入。
- 2019年
  - 3月 - 特殊貼箱製造ライン稼働。
  - 8月 - エヒメイーブックス事業スタート。
- 2020年10月 - RMGT社製オフセットA全判LED-UV印刷機 940ST-4導入。SCREEN社製フルオート搬送刷版機 PT-R8600NⅡ-S 並びに製版システムEQUIOS導入。

## 関連会社
- 第一印刷株式会社（松山）
- 第一サービス株式会社
- 株式会社プリントネット